# Alfred Otto Schwede
Alfred Otto Schwede (* 16. April 1915 in Haynsburg; † 7. August 1987 in Hohen Neuendorf) war ein deutscher Schriftsteller und Übersetzer.

## Leben
Schwede war der Sohn eines Korbmachers. Er studierte Theologie und Nordistik an der Universität Leipzig. Bereits in den letzten Studienjahren hatte er sich mehrfach in Schweden aufgehalten. Während des Zweiten Weltkrieges arbeitete er als Dolmetscher. Anschließend war er Pfarrer, freischaffender Übersetzer und Schriftsteller in Haynsburg (1947–53), Uthleben und Brandenburg-Görden, bevor er sich 1976 in seiner zweiten Heimat Hohen Neuendorf niederließ. Sein reiches literarisches Werk zeigt sich besonders in historischen Romanen, Erzählungen und Kurzgeschichten, die er oft in Skandinavien ansiedelte.
Weitere Themen waren Biografien, biblische Geschichten, Kirchengeschichte u. v. m.
Nicht nur sein eigenes Werk pflegte er, er zeichnete sich auch als Übersetzer von Literatur aus dem Finnischen, Schwedischen, Norwegischen und Dänischen aus. In seinem Geburtsort Haynsburg erinnert heute eine Gedenktafel am alten Pfarrhaus an ihn.

## Werke
Reihe Geschichten aus der Geschichte der Christenheit
In dieser Reihe behandelt Schwede die Themen ihrer Zeit, indem er sie durch Zeitgenossen diskutieren lässt. Dabei kommen Menschen des Alltags ebenso zu Wort wie bekannte Figuren aus der Geschichte des Christentums. Jeder Band behandelt eine längere oder kürzere Epoche und enthält eine Vielzahl von Geschichten, jeweils ca. 30. Diese haben eine Länge von 4–15 Seiten. Der aufgeführte Untertitel erleichtert die Einordnung der Epoche. Jede Geschichte ist mit einer Zeichnung illustriert.
- Ist er nicht der Zimmermann?, Geschichten von Jesus von Nazareth, Berlin 1961, 45 Geschichten auf 230 Seiten.
- Die den Erdkreis erregten, Geschichten von den Aposteln, Berlin 1962, 35 Geschichten auf 270 Seiten.
- Zum Leben hindurchgedrungen, Geschichten aus der frühen Christenheit, Berlin 1963, 33 Geschichten auf 272 Seiten.
- Geglaubt von der Welt, Geschichten aus dem ersten Jahrtausend der Kirche, Berlin 1968, 28 Geschichten auf  293 Seiten.
- Im Schatten der Macht, Geschichten aus der spätmittelalterlichen Christenheit, Berlin 1972, 29 Geschichten auf 257 Seiten.
- Um Werk und Gnade, Geschichten aus der Zeit de Reformation und Gegenreformation, Berlin 1976, 33 Geschichten auf 289 Seiten.

weitere Werke
- Lars Levi Laestadius, der Lappenprophet, EVA, Berlin 1953, DNB 454614578.
- Freundschaft mit Silvester, Berlin 1954
- Kinder eines Vaters, Berlin 1955
- Jungs, Deerns und Pastor Poggenkamp, Berlin 1956
- Neue Wege mit Silvester, Berlin 1956
- Meister Olof im Korbe, Berlin 1957
- Ein Mann ohne Furcht, Berlin 1958
- Eines aber fehlt dir, Berlin 1959
- Unterwegs zu fernen Brüdern, Berlin 1959
- Die Heiligen von Messembria und andere Erzählungen, Berlin 1960
- Sie kamen aus dem Torne-Tal, Berlin 1961
- Traianu und die Bärin, Berlin 1961
- Abdi, der Kameltreiber, Berlin 1962
- Die Sünde des Bischofs Nikola, Berlin 1962
- Auf fremden Straßen, Berlin 1964
- Die Padres von San Blas und andere Erzählungen, Berlin 1964
- Im dritten Examen, Berlin 1965
- Voller Freud, ohne Zeit, Berlin 1965
- Einer von des Rabbis Söhnen, Berlin 1965
- Aus den Wäldern von Savonmaa, Bern 1966
- Glory, glory, hallelujah, Berlin 1966
- Das Interview, Konstanz 1966
- Ein Mönch ging nach Hause, Berlin 1966
- Pastor Praktikus, Hamburg 1966
- Kubanisches Tagebuch, Berlin 1967
- Nathan Söderblom, Berlin 1967
- Der Grüne, Kassel 1968
- Karelische Legende, Berlin 1968
- Zum Schaffen freigekauft, Berlin 1968
- Bis hinauf zum Schneehuhnberg, Berlin 1969
- Die Väter aßen saure Trauben, Berlin 1969
- Der Swimmingpool und andere Erzählungen, Berlin 1970
- Verankert im Unsichtbaren, Berlin 1970
- Die Abraham-Lincoln-Story, Berlin 1971
- Noah und die Arche, Berlin 1972
- Lappländisches Tagebuch, Berlin 1973
- Sendbote der Freiheit, Berlin 1973
- Geliebte fremde Mutter, Berlin 1974
- Der Schuster von Jerusalem und andere Geschichten um die Weihnacht, Berlin 1974
- Die Tagung, Berlin 1975
- Der Widersacher, Berlin 1975
- Der geerbte Esel und anderes Weihnachtliches, Berlin 1977
- Runenstein und Kreuzesfahne, Berlin 1977
- Insel mit runden Kirchen, Berlin 1978
- Gustav II. Adolf von Schweden, Berlin 1979
- Carl von Linné, Berlin 1980
- Die Weihnachtspyramide, Berlin 1980
- Der Bruder des Erwählten: der Roman des Rentierlappen Lars Jacobsen Haetta aus Kautokeino im norwegischen Finnmarken, Berlin 1981
- Abenteuer der Hoffnung, Berlin 1982
- Ich war des Sternenjunkers Narr, Berlin 1983
- Dieses rätselhafte Leben, Berlin 1984
- Eine Glocke im Nebel, Stuttgart 1985
- Heimlicher Weg über die Grenze, Stuttgart 1985
- Sein Lied war Islands Trost, Berlin 1985
- Der Weg über Langeland, Berlin 1986
- Sein Lied war Islands Trost. Die Geschichte des Pfarrers Hallgrimur Pjetursson, Stuttgart 1986
- Die Kierkegaards: Geschichte einer Kopenhagener Wirkwarenhändlerfamilie, insonderheit eines Vaters und seines später weltberühmten Sohnes Sören, EVA, Berlin 1989, ISBN 3-374-00514-4.

## Übersetzungen
- Karsten Alnæs: Herr der Meere und Sklave der See, Rostock 1981
- Karsten Alnæs: Wenn Könige flüchten, Rostock 1985
- Bo Balderson: Der Minister und der Tod, Berlin 1974
- Liv Balstad: Ich lebte auf Svalbard, Leipzig 1963
- Eivind Berggrav: Land der Spannungen, Berlin 1959
- Bjørnstjerne Bjørnson: Auf Gottes Wegen, Berlin 1963
- Bjørnstjerne Bjørnson: Ausgewählte Erzählungen, Rostock
  - 1. Thrond. Gefährliches Stelldichein. Synnøve Solbakken. Der Bärenjäger. Arne. Ein fröhlicher Bursche, 1980
  - 2. Eisenbahn und Friedhof. Das Fischermädchen (gekürzt). Treue. Der Falbe. Ein Lebensrätsel. Der Brautmarsch, 1980
- Steen Steensen Blicher: Geschichten aus Jütland, Berlin 1966
- Stig Dagerman: Gebranntes Kind, Berlin 1983
- Georg Dahl: Adlerauge und der Bogen des Kriegsgottes, Berlin 1970
- Kerstin Ekman: Bannkreise, Berlin 1978
- Per Olof Ekström: Falter und Flamme, Berlin 1963
- Per Anders Fogelström: Stadt meiner Träume, Berlin 1964
- Nils-Olof Franzén: Jenny Lind, Berlin 1990
- Lars Gyllensten: Im Schatten Don Juans, Rostock 1979
- Bengt Hägglund: Geschichte der Theologie, Berlin 1983
- Axel Hambraeus: Aino, Berlin 1976
- Axel Hambraeus: Eine Frau fuhr nach Halldal, Berlin 1963
- Axel Hambraeus: Herbstlied aus Dalarna, Berlin 1971
- Axel Hambraeus: Marit, Berlin 1962
- Axel Hambraeus: Der Pfarrer in Uddarbo, Berlin 1960
- Martin Alfred Hansen: Der Lügner, Rostock 1978
- Martin Alfred Hansen: Septembernebel, Rostock 1975
- William Heinesen: Der Turm am Ende der Welt, Berlin 1991
- William Heinesen: Das verzauberte Licht, Berlin 1966
- Stig Hellsten: Dem Menschen nahe, Berlin 1971
- Thor Heyerdahl: Expedition Ra, Berlin 1973
- Jaakko hat das Wort, Berlin 1978 (übersetzt zusammen mit Sieglinde Mierau)
- Jens Peter Jacobsen: Das erzählerische Werk, Rostock 1971
- Andreas Labba: Anta, Leipzig 1973
- Sara Lidman: Gespräche in Hanoi, Berlin 1967
- Sara Lidman: Ich und mein Sohn, Berlin 1969
- Sara Lidman: Mit fünf Diamanten, Berlin 1971
- Jonas Lie: Ein Mahlstrom. Lebenslänglich verurteilt, Rostock 1968
- Väinö Linna: Der unbekannte Soldat, Berlin 1971
- Johan F. Lövgren: Und ihre Lampen verlöschen, Wuppertal 1955
- Artur Lundkvist: Begegnung mit Afrika, Leipzig 1955
- Artur Lundkvist: Indiabrand, Leipzig 1954
- Artur Lundkvist: Der Lockruf der Wildnis, Berlin 1962
- Artur Lundkvist: Der verwandelte Drache, Leipzig 1956
- Artur Lundkvist: Vulkanischer Kontinent, Leipzig 1958
- Napalm, Berlin 1968
- Veijo Meri: Das Garnisonsstädtchen, Berlin 1975
- Arthur Omre: Die Flucht, Rostock 1967
- Leif Panduro: Die Fenster, Berlin 1973
- Eva Scheer: Bei uns im Stetl, Berlin 1987
- Hans Scherfig: Der verlorene Affe und andere Erzählungen, Berlin 1975 (übersetzt zusammen mit Ruth Stöbling)
- Bengt Sjögren: Afrika neuentdeckt, Leipzig 1977
- Bengt Sjögren: Inseln unter dem Wind, Leipzig 1971
- Bengt Sjögren: Splitter eines Kontinents, Leipzig 1973
- Vic Suneson: Um Mitternacht mit Vic Suneson, Berlin 1978
- Olov Svedelid: Als vermißt gemeldet, Berlin 1976
- Karin Thelander: Drachentöter, Berlin 1983
- Kirsten Thorup: Himmel und Hölle, Rostock 1986
- Åke Wassing: Die Freistatt im Walde, Rostock 1968
- Åke Wassing: Die Spuren der Kindheit, Rostock 1965